# قندهار (ملكان)
قندهار هي قرية في مقاطعة ملكان، إيران. عدد سكان هذه القرية هو 1,176 في سنة 2006.